# Coniopteryx (Coniopteryx) peruviensis
Coniopteryx (Coniopteryx) peruviensis is een insect uit de familie van de dwerggaasvliegen (Coniopterygidae), die tot de orde netvleugeligen (Neuroptera) behoort. 
Coniopteryx (Coniopteryx) peruviensis is voor het eerst wetenschappelijk beschreven door Meinander in 1990.